# 后增长
后增长（Post-growth）是一种对经济增长的立场，关注“增长的极限”这一难题。该立场认识到，在一个物质资源有限的星球上，掠夺式经济和人口不可能无限增长。“后增长”这一术语承认，经济增长在一定程度上确实可以带来积极效应，但在超过某个点之后（理查德·G·威金森和凯特·皮凯特在其著作《平等是更好的》中将这个点设为人均GDP25000美元），就需要寻找其他指标和方法来提升人类福祉。
“后增长”有别于“去增长”和“稳态经济”等相似概念和运动，因其重点在于识别和构建现有有效的机制，而非聚焦于问题或限制。后增长倡导者致力于鼓励、联结并进一步发展已经存在的理念、概念、技术、系统、倡议和行动。因此，“后增长”并不试图像“稳态经济”或“去增长”那样明确给出增长极限问题的答案，而是试图从不断演化的复杂系统视角去理解和应对这一挑战。从这个视角出发，后增长涵盖了个人与社会的各个方面（例如心理学、人性、人类进化、文化、社会制度和经济体），并强调这些方面之间的相互关联。因此，后增长理念也主张针对不同的地点、时间、资源与文化条件提出恰当的解决方案。由此，后增长倡议在不同情境下会呈现出非常不同的形态。
“后增长”也可被视为一种“基于资产”的社区发展方法——不仅应用于社区发展，也广泛应用于应对增长极限挑战的诸多领域。其目标是识别和利用文化与技术资产，以促进后增长未来的出现。在经济学家蒂姆·杰克逊的里程碑式著作《没有增长的繁荣》（2017年，劳特利奇出版社）中，他论证了构建一个“后增长经济”确实是一项“明确、可定义且意义重大的任务”。他从清晰的基本原理出发，阐述了这一任务的各个维度：企业的性质、工作生活的质量、投资结构以及货币供应的角色。